# Thomas Hahn
Thomas Hahn, född 27 juli 1964, är en svensk ekonomagronom.
Hahn är verksam som docent i samhällsvetenskaplig miljöforskning/ekologisk ekonomi vid Stockholm Resilience Centre.

## Biografi
Hahn läste gymnasiet på Hvitfeldska i Göteborg samt på United World College of the Atlantic (Atlantic College), tog magisterexamen på Sveriges lantbruksuniversitet 1991 och disputerade 2001 på samma universitet om samernas äganderätt, etik och konfliktlösning.
Hahn började sin yrkeskarriär som lärare på Sveriges lantbruksuniversitet 1990 för att senare arbeta som lärare och forskare på Stockholms universitet, först vid Centrum för Tvärvetenskaplig Miljöforskning och sedan 2007 vid Stockholm Resilience Centre. Han har även forskat vid University of Madison-Wisconsin. År 2013 var han medförfattare till den statliga utredningen Synliggöra värdet av ekosystemtjänster. Han har deltagit i internationella forskningssammanställningar som The Millennium Ecosystem Assessment och The Intergovernmental Science-Policy Platform on Biodiversity and Ecosystem Service] (IPBES). Hans vetenskapliga publicering har (2021) enligt Google Scholar ett h-index på 23.
Han var under åren 2007-2019 styrelseledamot i Sveaskog och en kortare tid även styrelseledamot i Kärnavfallsfonden. Han är verksam som senior rådgivare i tankesmedjan Global utmaning och ledamot av Kungliga Skogs- och Lantbruksakademien.
Thomas Hahn var 2019 en av medgrundarna till Partiet Vändpunkt. Hahn var även en av medgrundarna till Klimatalliansen 2021. Sedan 2021 är han tillsammans med Stephan Barthel programchef för ett stort forskningsprogram finansierat av Mistra och Formas: Fair Transformations to a Fossil-Free Future ( FAIRTRANS).